# Caetano Veloso
Caetano Veloso właśc. Caetano Emanuel Vianna Telles Velloso (ur. 7 sierpnia 1942 w Santo Amaro) – brazylijski piosenkarz, kompozytor, gitarzysta, jeden z głównych przedstawicieli piosenki autorskiej w swoim kraju, a także pisarz i działacz polityczny. Veloso jest jednym z głównych inicjatorów i uczestników ruchu Tropicalismo, specyficznie brazylijskiego zjawiska, które powstało w latach 60. XX w. w Brazylii za czasów dyktatury wojskowej i oznaczało połączenie teatru, poezji i muzyki w całość. W ruchu uczestniczyła też siostra artysty, piosenkarka Maria Bethânia.

## Życiorys
Caetano Veloso urodził się jako piąte spośród siedmiorga dzieci José Teles Veloso i Claudionor Viany Teles Veloso. Już w dzieciństwie wykazywał zainteresowania artystyczne: literatura, film, muzyka. W wieku 17 lat zetknął się po raz pierwszy z twórczością João Gilberto, współtwórcy bossa novy. Wkrótce przeniósł się do portowego miasta Salvador, w którym mieszkał Gilberto i które było centrum kultury afro-brazylijskiej w Brazylii.
W 1965 Caetano Veloso wraz z siostrą Marią Bethânią przeniósł się do Rio de Janeiro. Wkrótce potem wygrał lokalny konkurs piosenkarski własną kompozycją Um Dia, po czym udało mu się podpisać pierwszy kontrakt z wytwórnią Philips Records.
Na początku 1967 razem z Bethânią, Gilberto Gilem, Gal Costą, Tomem Zé i zespołem Os Mutantes, Veloso powołał do życia i rozwinął ruch muzyczny, nazwany później Tropicalismo, który łączy w sobie brazylijską muzykę pop, rock and roll oraz muzykę awangardową. Ruch spotkał się ze zróżnicowanym przyjęciem w środowiskach muzycznych. Lewicujące środowiska studenckie i obrońcy tradycyjnej muzyki brazylijskiej zarzucały ruchowi eklektyzm i zbyt duże wpływy obce, zwłaszcza północnoamerykańskie.
Caetano Veloso studiował tymczasem filozofię na Uniwersytecie Federalnym w Bahia. Do jego ulubionych filozofów należeli Jean-Paul Sartre i Martin Heidegger. Lewicowe zapatrywania Veloso spowodowały, że stał się on szybko niewygodny dla rządzącej wówczas Brazylią prawicowej junty wojskowej. Jego piosenki, o wyraźnej wymowie społecznej były często cenzurowane, a niektóre były nawet publicznie zakazane. W 1969 Veloso i Gil zostali aresztowani i spędzili kilka miesięcy w więzieniu, po czym udali się na polityczną banicję do Londynu. Tam kontynuowali działalność muzyczną pod kierunkiem producenta Ralpha Mace’a.
W 1969 ożenił się ze studentką Andréa Gadelha, znaną jako Dedé, siostrą Sandry Gadelha, byłej żony Gilberto Gila; w 1972 urodził im się syn Moreno, który w przyszłości również został piosenkarzem.
W 1972 Veloso powrócił do Brazylii i ugruntował swoją pozycję dojrzałego piosenkarza, umiejętnie łączącego w twórczości rodzimą muzykę z wpływami obcymi. W latach 80. jego popularność przekraczała granice rodzinnego kraju – artysta zaczął być znany w takich krajach jak: Izrael, Grecja, Portugalia, Francja czy byłe kolonie portugalskie w Afryce. Dzięki płycie O Estrangeiro zaczął być znany również w USA. Sukcesom artystycznym Veloso nie towarzyszyły sukcesy w życiu prywatnym – w 1982 nawiązał bliższą znajomość z 13-letnią Paulą Lavigne. W 1983 rozwiódł się z Dedé, a w 1986 ożenił z Lavigne, wówczas 17-latką; urodziło im się dwóch synów: Zeca (1992) i Tom (1997). To małżeństwo również zakończyło się rozwodem (w 2004).
W 1993, na 25-lecie Tropicalismo, Caetano Veloso i Gilberto Gil wydali album Tropicalia 2. Jeden z utworów, Haiti, zwrócił szczególną uwagę odbiorców, ponieważ nawiązał do sytuacji społeczno-politycznej panującej wówczas na Haiti, a także i w samej Brazylii, charakteryzującej się m.in. takimi zjawiskami jak bieda, bezdomność, korupcja, problemy etniczne czy rozprzestrzenianie się choroby AIDS.

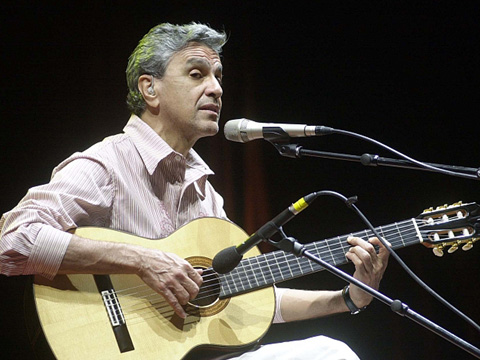
Caetano Veloso, Perugia 2006

W 2002 Veloso wydał książkę poświęconą ruchowi Tropicalismo, zatytułowaną Tropical Truth: A Story of Music and Revolution in Brazil.
W 2004 artysta wydał swój pierwszy, w całości anglojęzyczny album zatytułowany A Foreign Sound, zawierający słynne standardy amerykańskiej muzyki rozrywkowej epoki Broadwayu jak: The Carioca (muzyka Vincent Youmans, słowa Edward Eliscu i Gus Kahn), Always (muzyka i słowa Irving Berlin), Manhattan (muzyka Richard Rodgers, słowa Lorenz Hart), Love for Sale (muzyka i słowa Cole Porter) i Something Good (muzyka i słowa Richard Rodgers) ale także i przebój Nirvany, Come as You Are. Album uzupełniło 5 nowych wersji piosenek artysty z jego albumu Caetano Veloso z 1971, nagranych również po angielsku.
We wrześniu 2006 wytwórnia Nonesuch Records wydała w USA kolejny album Caetano Veloso, zatytułowany Cê.
Caetano Veloso ma w swym dorobku również piosenki filmowe, m.in. z filmów Carlos Diegues Tieta do agreste, Michelangelo Antonioniego Eros, Pedro Almodóvara Porozmawiaj z nią czy Julie Taymor Frida; z tą ostatnią ubiegał się o nagrodę Oskara, ale ostatecznie jej nie zdobył.
W swoim kraju Caetano Veloso jest laureatem 5 nagród Latin Grammy Awards.

## Dyskografia

### Albumy
- 1967 Domingo (z Gal Costą)
- 1968 Caetano Veloso
- 1969 Tropicália
- 1969 Caetano Veloso
- 1971 Caetano Veloso
- 1972 Transa
- 1972 Barra 69 – Caetano e Gil ao Vivo (z Gilberto Gilem, live)
- 1972 Caetano e Chico Juntos e Ao Vivo (z Chico Buarque, live)
- 1972 Araçá Azul
- 1974 Temporada de Verão – ao Vivo na Bahia (z Gilberto Gilem i Gal Costą, live)
- 1975 Jóia
- 1975 Qualquer Coisa
- 1976 Doces Bárbaros – ao Vivo com Gil, Bethânia e Gal (z Gilberto Gilem, Marią Bethânią i Gal Costą, live)
- 1977 Bicho 1977
- 1977 Muitos Carnavais
- 1978 Muito – Dentro da Estrela Azulada
- 1978 Maria Bethânia e Caetano Veloso ao Vivo – com Maria Bethânia (z Marią Bethânią, live)
- 1979 Cinema Transcendental
- 1981 Outras Palavras
- 1982 Cores, Nomes
- 1983 Uns
- 1984 Velô
- 1986 Totalmente Demais – ao vivo (live)
- 1986 Caetano Veloso
- 1987 Caetano Veloso
- 1989 Estrangeiro
- 1991 Circuladô
- 1992 Circuladô ao Vivo (live)
- 1993 Tropicália 2 – com Gilberto Gil (z Gilberto Gilem)
- 1994 Fina Estampa
- 1994 Fina Estampa ao Vivo (live)
- 1998 Livro
- 1999 Prenda Minha – ao vivo (live)
- 1999 Omaggio a Federico e Giulieta ao Vivo (live)
- 2000 Noites do Norte
- 2001 Noites do Norte ao Vivo (live)
- 2002 Eu Não Peço Desculpa
- 2004 A Foreign Sound
- 2006 Cê
- 2007 Cê ao vivo (live)
- 2008 Caetano Veloso e Roberto Carlos – e a música de Tom Jobim
- 2009 Zii e Zie